# 此情可問天 (小說)
《此情可問天》（英語：Howards End，又譯《綠苑春濃》）是英国作家E·M·福斯特的小說作品，由伦敦的Edward Arnold出版社出版，涉及世纪之交英国的社会风俗、行为准则和关系。被认为是福斯特的杰作。这本书于1908年6月构思，1910年7月完成。1998年，入選20世紀百大英文小說。

## 情节
故事围绕着20世纪初英国的三个家族：威尔科克斯家族，富有的资本家，在殖民地发了财；一半德国血统的施莱格尔兄弟姐妹（玛格丽特、海伦和蒂比），他们的文化追求与布卢姆茨伯里派有很多共同之处；以及巴斯特一家，贫穷的年轻夫妇，来自下层阶级的背景。理想主义、聪明的施莱格尔姐妹试图帮助巴斯特一家，并消除威尔科克斯家族的一些根深蒂固的社会和经济偏见。
施莱格尔家曾与威尔科克斯家族曾经有过短暂的相识，那是在两家人造访德国期间。施莱格尔家的小女儿海伦，后来拜访了威尔科克斯的乡间别墅，霍华德庄园。在那里，她吸引了威尔科克斯家的小儿子保罗。他们匆忙订婚，但很快又后悔自己的决定。经双方同意，取消了订婚。
那年晚些时候，威尔科克斯家搬到伦敦，住在靠近施莱格尔家的公寓。玛格丽特·施莱格尔是威尔科克斯家女主人露丝的朋友。霍华德庄园是露丝最珍贵的产业，她觉得与它有很强的联系。但她的丈夫和孩子并没有她对旧房子的感情。露丝在临终前，觉察到玛格丽特的善良品性，决定写一张遗嘱，把霍华德庄园留给玛格丽特。当丧偶的亨利·威尔科克斯读到这张遗嘱时，大感惊愕。亨利和他的孩子们并没有告诉玛格丽特她得到的遗产，而是把纸条烧了。
几年后，亨利·威尔科克斯和玛格丽特·施莱格尔的友谊发展成恋爱，亨利向玛格丽特求婚，玛格丽特接受了。很明显，他们的个性完全不同。玛格丽特勇敢、理想主义、富有同情心、高尚、浪漫，而亨利僵化、无情、极其理性，玛格丽特试图让亨利开放一些。亨利的孩子们不以友好的眼光看待她与父亲的订婚。但真正的反对，来自查尔斯和他的妻子多莉，因为他们担心玛格丽特危及他们对霍华德庄园的继承权。
伦纳德·巴斯特与杰基生活在一起，但没有娶她，一个麻烦的、脆弱的"堕落"女人，他觉得应该为此负责。海伦继续试图帮助他，显然出于内疚，因为曾经让他辞职，影响了他的生活，但也许是因为暗中被他吸引。海伦遇到巴斯特，带他们到伊维·威尔科克斯的婚礼庆典，在那里，亨利承认杰基是他以前的情妇。他逃离现场，取消了与玛格丽特的订婚。他的第一个想法，是施莱格尔和巴斯特两家编造了一个阴谋来揭露他，但后来冷静下来，告诉玛格丽特真相。十年前，当他在塞浦路斯做生意时，尽管他已经结婚，但还是引诱了杰基，然后又将其抛弃。听到亨利如此对待杰基，玛格丽特深感不安，亨利也对此深感尴尬和羞愧。出于各种原因，玛格丽特希望挽救他们的关系，原谅了他。
施莱格尔姐妹们疏远了，部分原因是玛格丽特即将与威尔科克斯家结婚，部分原因是海伦对亨利对待巴斯特家的方式不满。她从伦纳德听说亨利在塞浦路斯与杰基的情况，感到非常苦恼，对他感到无比的爱和怜悯，认为伦纳德是一个惊人的利他主义和浪漫的人。在巨大的痛苦的气氛中，海伦和伦纳德走到一起，屈服于他们相互激情的感觉。海伦发现自己怀孕了，离开英国，前往德国隐瞒实情，但后来在接到朱利姨妈生病的消息后，返回英国。海伦拒绝见姐姐玛格丽特。根据亨利的建议，玛格丽特前往霍华德庄园，以给她带来惊喜。亨利和玛格丽特请医生出诊，以为海伦的不忠行为是情绪虚弱或精神疾病的征兆。他们在霍华德庄园遇到海伦，看到了真相。
玛格丽特觉得她有责任支持她的妹妹，帮助她。她试图说服亨利，如果她能宽恕他的罪，他也应该原谅海伦。愤怒的亨利仍不为所动。伦纳德到达霍华德庄园，仍然受此事的折磨，希望与玛格丽特谈谈。他不知道海伦在这里，与她失去了联系。查尔斯·威尔科克斯随后突然出现在现场，试图讨好他的父亲，攻击伦纳德侮辱了海伦。他用一把沉重的德国剑攻击伦纳德。伦纳德抓住附近的一个书柜，书柜坍塌了。他心脏病发作，当场死亡。玛格丽特通知亨利，她打算离开他。
查尔斯·威尔科克斯被判犯有过失杀人罪，并被判处三年监禁。耻辱对亨利有很大的影响，让他能好好审视自己的生活，审视他的道德。他学习同理心的价值，开始与他人联系。他写了一份新的遗嘱，将霍华德庄园留给玛格丽特，正如他的第一任妻子露丝所希望的。他进一步规定，玛格丽特死后，财产将属于她的侄子，海伦和伦纳德的儿子。伦纳德·巴斯特与海伦的儿子将继承威尔科克斯家族的霍华德庄园。海伦与玛格丽特和亨利热情地团聚。在他们的大力支持下，她决定在霍华德庄园抚养她的儿子。

## 改編作品
- 《此情可問天》（1992年電影）